# Channa striata
Channa striata is een straalvinnige vis uit de familie van de slangkopvissen (Channide). De vis kan maximaal 100 centimeter lang en 3000 gram zwaar worden.
Het extract van deze vis wordt gebruikt om het medicijn VipAlbumin te fabriceren.

## Leefomgeving
Channa striata komt voor in zoet- en brakwater. De vis prefereert een tropisch klimaat. Het verspreidingsgebied beperkt zich tot Azië. De diepteverspreiding is 1 tot 10 meter onder het wateroppervlak.

## Relatie tot de mens
Channa striata is voor de visserij van groot commercieel belang. In de hengelsport wordt weinig op de vis gejaagd. De soort kan worden bezichtigd in sommige openbare aquaria.
Voor de mens is Channa striata potentieel schadelijk.